# Caroline Price
Caroline Elizabeth Price (* 13. März 1993) ist eine ehemalige US-amerikanische Tennisspielerin und College Tennis Trainerin.

## Karriere
Price begann mit fünf Jahren das Tennisspielen und bevorzugt Hartplätze. Sie spielte überwiegend Turniere der ITF Women’s World Tennis Tour, wo sie einen Einzeltitel gewann.
2010 gewann Price den Einzeltitel bei den USTA U18 Sandplatzmeisterschaften. Anschließend erhielt sie eine Wildcard für das Juniorinneneinzel der US Open, wo sie mit einem 6:3 6:3-Sieg über Zarah Razafimahatratra in die zweite Runde einzog, dann aber gegen die topgesetzte Spielerin und spätere Titelträgerin Darja Gawrilowa knapp in drei Sätzen mit 2:6, 6:2 und 1:6 verlor. Im Juniorinnendoppel, wo sie mit Partnerin Victoria Duval ebenfalls mit einer Wildcard antrat, verloren die beiden gegen die topgesetzten und späteren Halbfinalistinnen Gavrilowa und Irina Chromatschowa mit 5:7 und 3:6.
2011 erhielt sie eine Wildcard für die Qualifikation zum Cellular South Cup, ihrem ersten und einzigen Turnier der WTA Tour. Sie verlor aber bereits ihr Auftaktmatch gegen Katie O’Brien mit 6:1, 2:6 und 0:6.

## College Tennis
Ab der Saison 2011/12 spielte Price bis 2015 für die Damentennismannschaft Tar Heels der University of North Carolina at Chapel Hill, wo sie mehrere Rekorde aufstellte und ihre Mannschaft zu mehreren Meisterschaften in der ACC der NCAA Division I führte. 2012 war sie Finalistin bei den ITA National Summer Championships, wo sie im Finale gegen Whitney Kay beim Stande von 4:6 und 0:1 verletzungsbedingt aufgeben musste.

## Trainerin
Seit 2016 ist sie Assistant Women Tennis Coach an der University of North Carolina at Charlotte. Sie trainierte unter anderem die Weltklassespielerin Danielle Collins.

## Turniersiege

### Einzel
| Nr. | Datum         | Turnier   | Kategorie   | Belag | Finalgegnerin  | Ergebnis      |
| --- | ------------- | --------- | ----------- | ----- | -------------- | ------------- |
| 1.  | 14. Juni 2015 | Charlotte | ITF $10.000 | Sand  | Lauren Herring | 6:2, 3:6, 6:3 |

## Persönliches
Caroline Elizabeth Price ist die Tochter von Mark und Laura Price. Ihr Vater war ehemaliger Profi-Basketballer, der 12 Seasons in der NBA spielte und danach Basketball-Trainer wurde.